# Sintaxa limbii franceze
Acest articol prezintă succint sintaxa limbii franceze, punând accentul pe specificitățile structurii propoziției și frazei franceze în raport cu cea din limba română.
Într-o unitate lingvistică mai mică decât propoziția, dar mai mare decât un cuvânt, adică într-o sintagmă sau grup de cuvinte între care există o relație sintactică, dacă acesta este un grup substantival, caracteristic pentru limba franceză este faptul că în acesta poate fi folosit un singur determinant abstract dintre articole (nehotărât, hotărât, partitiv) sau dintre adjectivele posesiv, demonstrativ și interogativ. Numai determinantul numeral și anumite adjective nehotărâte pot fi folosite împreună cu un articol. Este de asemenea o chestiune complexă cea a cazurilor când substantivul se folosește fără articol.
În grupul substantival cu atribut(e) este de asemenea o chestiune complexă cea a locului atributului adjectival față de substantiv și a atributelor subordonate unui același substantiv față de acesta, și al acestor atribute unul față de celălalt/celelalte.
În ceea ce privește propoziția, nu sunt diferențe esențiale între franceză și română în analiza sintactică, deși sunt diferențe de interpretare a părților de propoziție între gramaticile celor două limbi. În schimb sunt diferențe esențiale în procedeele (topică, prozodie, construcții) prin care se exprimă rolul de temă și de remă al diferitelor părți ale propoziției și prin care se scoate în evidență una sau alta dintre ele.
Privitor la propoziția interogativă, specific pentru franceză este că o anume întrebare totală sau parțială poate avea de cele mai multe ori nu o singură construcție, ci două, trei sau patru.
Pentru propoziția negativă este caracteristic faptul că în limba standard se bazează aproape totdeauna pe cuvântul negativ ne și pe cel puțin încă un cuvânt negativ.
Fraza franceză cuprinzând numai propoziții coordonate și corespondenta ei românească nu prezintă diferențe esențiale, însă cea cu propoziție/propoziții subordonată/subordonate diferă în mai multe privințe. Una este folosirea modului în care stă predicatul subordonatei, dar și a timpului acesteia, deoarece în franceză concordanța timpurilor este mai puțin suplă decât în română.
Altă deosebire între cele două limbi este că procesul subordonat se exprimă cu verbul la infinitiv mult mai frecvent decât în română, uneori putând fi exprimat numai prin propoziție subordonată, alteori numai prin infinitiv, în câteva cazuri cele două construcții fiind la alegere.

## Sintagme

### Grupul substantival

#### Grupul substantival cu determinant
Grupul substantival constă cel puțin dintr-un substantiv care este elementul principal, nucleul grupului, și un determinant abstract care stă totdeauna înaintea substantivului și se acordă cu acesta în gen și număr, iar în unele cazuri se adaptează și fonetic substantivului. Uneori substantivul poate avea doi determinanți. Din punctul de vedere al acestora, grupul substantival poate fi:
- cu articol nehotărât: un garçon „(un) băiat”, une fille „(o) fată”, des garçons (pronunțat [deɡar'sɔ̃]) „(niște) băieți”, des filles „(niște)” fete, des enfants [dezɑ̃'fɑ̃] „(niște) copii”. În franceză, față de română, articolul nehotărât este totdeauna obligatoriu înaintea substantivelor comune numărabile și atunci când în română nu se folosește: Il y a des enfants dans la cour „Sunt (niște) copii în curte”, Ton enfant est un garçon ou une fille ? „Copilul tău este băiat sau fată?”
- cu articol hotărât: le garçon „băiatul”, la fille „fata”, l’homme „bărbatul”, l’épouse „soția”, les garçons „băieții”, les filles „fetele”, les hommes „bărbații”, les épouses „soțiile”. Și acest articol se adaptează fonetic substantivului.
- cu articol partitiv: du courage „curaj”, de la farine „(niște) făină”, de l’or „aur”, de l’eau „apă”. Echivalentul unui astfel de grup este în română un substantiv nenumărabil la singular nearticulat sau articulat cu niște.
- cu adjectiv posesiv: mon cœur „inima mea”, tes parents „părinții tăi”, sa sœur „sora sa”. Spre deosebire de română, acest determinant nu se poate folosi împreună cu articolul hotărât.
- cu adjectiv demonstrativ: ce bâtiment „această clădire / clădirea aceasta”, cet appartement „acest apartament”, cette fleur „această floare”, ces bâtiments „aceste clădiri”, ces appartements „aceste apartamente”, ces fleurs „aceste flori”. Nici acest determinant nu se poate folosi împreună cu articolul hotărât.
- cu adjectiv interogativ: quel garçon ? „ce/care băiat?”, quelle fille ? „ce/care fată?”. Acest determinant poate fi și exclamativ: Quelle fille ! „Ce fată!”
- cu numeral: trois livres „trei cărți”, les quatre étages „cele patru etaje”, le premier élément „primul element”, une deuxième question „o a doua întrebare”. Grupul substantival cu numeral cardinal poate fi format din numeral + substantiv sau și cu un articol hotărât, un adjectiv posesiv sau unul demonstrativ, iar cel cu numeral ordinal se folosește numai împreună cu un articol hotărât, un articol nehotărât, un adjectiv posesiv sau un adjectiv demonstrativ.
- cu adjectiv nehotărât – Unii dintre acești determinanți nu se folosesc cu niciun alt determinant (chaque individu „fiecare individ”), alții admit un articol hotărât [(les) quelques personnes „(cele) câteva persoane”], cu alții este obligatoriu un articol nehotărât singular [une certaine inquiétude „(o) oarecare neliniște], iar cu alții este obligatoriu un articol hotărât, un adjectiv posesiv sau un adjectiv demonstrativ: toutes les conditions „toate condițiile”, toutes nos conditions „toate condițiile noastre”, toutes ces conditions „toate aceste condiții”.

#### Grupul substantival cu atribut(e)
Grupului substantival îi pot aparține în afara determinantului/determinanților și unul sau mai multe atribute. Acestea pot fi adjectivale, substantivale sau pronominale, ultimele două totdeauna cu prepoziție.

##### Atributul adjectival
Atributul adjectival se acordă în gen și număr cu substantivul. În franceză este complexă chestiunea locului atributului adjectival față de substantiv.
De cele mai multe ori, locul atibutului adjectival este după substantiv, unele putând sta numai după acesta. Astfel sunt, de pildă, cele derivate din substantive, ex. un problème économique „o problemă economică”. Sunt multe adjective al căror loc este în general după substantiv, dar nu totdeauna: une question importante „o chestiune importantă”.
Există și un număr relativ mic de adjective al căror loc este în general înaintea substantivului. Pentru acestea nu există o regulă semantică. Cel mult se poate afirma despre ele că sunt relativ frecvente și scurte (cel mult din două silabe): un beau garçon „un băiat frumos”, un mauvais souvenir „o amintire rea”, une grande maison „o casă mare”, un petit enfant „un copil mic”, une jeune institutrice „o învățătoare tânără”, un joli dessin „un desen drăguț”, une grosse valise „o valiză mare”, un haut bâtiment „o clădire înaltă”, un long discours „un discurs lung”, un vieux monsieur „un domn bătrân”, de nombreuses observations „numeroase observații”. De notat însă că și aceste adjective ajung după substantiv dacă au la rândul lor un atribut: un bâtiment haut de 100 mètres „o clădire înaltă de 100 de metri”. Dacă un asemenea adjectiv are complement exprimat prin adverb, atunci, în cazul unor adverbe, adjectivul se plasează tot după substantiv (une maison suffisamment grande „o casă suficient de mare”), dar cu alte adverbe acest lucru nu este obligatoriu: une maison assez grande sau une assez grande maison „o casă destul de mare”.
Unele adjective, al căror loc este în general după substantiv, pot ajunge și înaintea sa, dacă pe lângă sensul lor de bază au și o valoare expresivă adăugată de vorbitor, ex. un paysage splendide „un paisaj splendid” vs. un splendide paysage „un splendid peisaj”.
Unele adjective pot sta și înaintea substantivului, și după acesta, cu sensuri diferite în funcție de poziție:
| Înaintea substantivului                       | După substantiv                        |
| --------------------------------------------- | -------------------------------------- |
| un homme brave „un om curajos”                | un brave homme „un om cumsecade”       |
| un homme pauvre „un om sărac”                 | un pauvre homme „un biet om”           |
| sa maison propre „casa sa curată”             | sa propre maison „propria sa casă”     |
| un homme grand „un om înalt”                  | un grand homme „un om mare” (însemnat) |
| une affirmation vraie „o afirmație adevărată” | un vrai miracle „un adevărat miracol”  |

Un substantiv poate avea și două sau mai multe atribute adjectivale. Topica în grupul substantival poate fi în aceste cazuri:
- adjectiv de plasat în general înaintea substantivului + substantiv + adjectiv de plasat în general sau obligatoriu după substantiv: un petit chat noir „o pisică mică neagră”;
- adjectiv de plasat în general după substantiv, dar în acest caz adjectiv descriptiv + substantiv + adjectiv de plasat în general sau obligatoriu după substantiv: d’admirables yeux verts immenses „ochi verzi admirabili și imenși”;
- substantiv + două adjective de plasat obligatoriu sau în general după substantiv: la guerre civile espagnole „războiul civil spaniol”;
- două adjective de plasat în general înaintea substantivului + substantiv: un grand bel homme „un bărbat înalt și frumos”;
- adjectiv de plasat în general după substantiv + adjectiv de plasat în general înaintea substantivului + substantiv: une aimable vieille dame „o doamnă bătrână amabilă”;
- substantiv + adjectiv de plasat în general după substantiv, dar descriptiv + conjuncție + adjectiv de plasat în general după substantiv, dar descriptiv: la brusque et violente sortie du fils „ieșirea bruscă și violentă a fiului”;
- adjectiv de plasat în general înaintea substantivului + conjuncție + adjectiv de plasat în general după substantiv, dar descriptiv: un vieux et honnête fermier „un fermier bătrân și cinstit”;
- substantiv + adjectiv de plasat în general după substantiv, dar descriptiv + conjuncție + adjectiv de plasat în general înaintea substantivului: des dents blanches et petites „dinți albi și mici”.

Ordinea adjectivelor care se succed se caracterizează prin faptul că lângă substantiv se plasează în general un adjectiv clasificator, precis, obiectiv, și nu unul vag sau subiectiv: une maison blanche pittoresque „o casă albă pitorească”, un seul autre grand problème „o singură altă problemă mare”.

##### Atributul cu prepoziție
Atributele exprimate prin substantiv, pronume, verb la infinitiv sau adverb cu prepoziție stau totdeauna după substantivul determinat:
- mon cours de français „cursul meu de franceză”;
- une boîte en carton „o cutie de carton”;
- un appartement à louer „un apartament de închiriat”;
- la maison d’en face „casa de vizavi”.

#### Grupul substantival fără articol
Se întâmplă adesea ca substantivul să nu fie folosit cu articol. Lipsa articolului are motive semantice complexe sau caracterizează construcții arhaice. În același timp, fiecare caz are excepții.
1. Cu nume proprii
Mai multe categorii de nume proprii se folosesc fără articol dacă n-au atribut.
Prenumele se folosesc fără articol în limba standard dacă n-au atribut (Thomas était très surpris „Thomas era foarte surprins”), dar cu atribut au articol hotărât: Si tu avais vu la tête du pauvre Thomas...! „De-ai fi văzut figura bietului Thomas...!”
Numele de familie nu au în general articol, decât la plural, dacă desemnează o întreagă familie, ca în română (de exemplu „Ioneștii”): Dupont travaille chez nous „Dupont lucrează la noi”, dar Les Dupont habitent au premier étage „Familia Dupont locuiește la etajul întâi”. De notat că în franceză, numele nu se pune la plural.
Cele mai multe nume de orașe se folosesc tot fără articol: Paris, Bucarest etc. Excepții: Le Havre, La Rochelle etc.
Dintre numele de țări, doar câteva nu primesc articol, de exemplu Israël „Israel”.
Mai multe nume de insule nu au nici ele articol: Cuba, Madagascar etc.
2. După prepoziții și conjuncții, lipsa articolului înaintea substantivului comun depinde de sensul prepoziției/conjuncției.
Exemple cu prepoziții:
- à:
  - în complemente exprimând unele mijloace de deplasare: à pied „pe jos”, à cheval „călare”, à vélo „cu bicicleta”;
  - în atribute care precizează folosința unor obiecte: un sac à dos „rucsac”, un verre à eau „pahar pentru apă”;
- avec în coplemente de mod: avec attention „cu atenție”, avec dégoût „cu dezgust”;
- de:
  - în complementul indirect al anumitor verbe: se tromper de jour „a greși ziua”, changer de voiture „a schimba mașina”, accuser de meurtre „a acuza de omor”, soupçonner de trahison „a bănui de trădare”;
  - în atribute care precizează natura, forma sau folosința unui lucru, funcția unei persoane: un sac de dame „geantă pentru doamne”, un chef d’État „șef de stat”;
- en:
  - cu sensul „în”, cu nume feminine de continente și de țări, precum și cu nume de țări masculine începând cu vocală: en Asie „în Asia”, en France „în Franța”, en Iran „în Iran”;
  - cu numele de anotimpuri care încep cu vocală, în funcție de complement de timp: en été „vara”, en automne „toamna”, en hiver „iarna”;
  - cu nume de materiale: C’est en or „Este din aur”, un cercle en fer „un cerc de fier”;
  - cu numele unor mijloace de locomoție: en voiture „cu mașina”, en bus „cu autobuzul”;
  - pentru exprimarea rezultatului unei transformări: un château transformé en restaurant „un castel transformat în restaurant”;
- entre „între”: entre amis „între prieteni”, entre voisins „între vecini”;
- par: par jalousie „din gelozie”, par hasard „din întâmplare”, par beau temps „pe timp frumos”;
- pour „pentru”: Fermé pour rénovation „Închis pentru renovare”;
- sans „fără”: sans argent „fără bani”, sans peur „fără teamă”;
- sur: sur ordonnance „pe rețetă”, sur demande „la cerere”;

O conjuncție după care nu se folosește articol este comme cu sensul „ca, în calitate de”: Il travaille comme ingénieur „Lucrează ca inginer”. Același sens îl are și locuțiunea conjuncțională en tant que: Il travaille en tant qu’ingénier „Lucrează în calitate de inginer”.
3. În grupuri fixe
Acestea sunt cel mai adesea grupuri verbale rămase dintr-o epocă a istoriei limbii în care folosirea articolelor nu era încă fixată. Exemple: avoir raison „a avea dreptate”, faire erreur „a greși”, demander pardon „a cere iertare”, aller pieds nus „a merge desculț”, il y a urgence „este o urgență, este un lucru urgent”, si besoin est „dacă e nevoie”.
4. După cuvântul negativ ni, dacă negația este totală, atunci când în propoziția pozitivă corespunzătoare, în locul lui ni ar fi articol nehotărât sau partitiv: Elle ne boit ni vin ni bière „Nu bea nici vin, nici bere”. Însă ni nu înlocuiește articolul hotărât: Elle n’aime ni le vin ni la bière „Nu-i place nici vinul, nici berea”.
5. Numele de ocupație în funcție de nume predicativ se folosesc fără articol dacă subiectul este un substantiv sau un pronume personal, și dacă numele de ocupație nu are atribut: Paul/Il est journaliste „Paul/El e ziarist”, dar C’est un journaliste „(Acesta) e un ziarist” (subiectul nu este substantiv sau pronume personal), Paul est un journaliste renommé „Paul e un ziarist renumit” (numele are atribut).
6. Apoziția poate fi de asemenea fără articol: Nous avons mangé de la polenta, plat traditionnel roumain „Am mâncat mămăligă, mâncare tradițională românească”.
7. În limba scrisă, în enumerări lipsesc frecvent articolele: Financiers, urbanistes, économistes, juristes et autres chercheurs s’occupent de ce problème „Financiari, urbaniști, economiști, juriști și alți cercetători se ocupă de această problemă”.
8. În titluri, incripții, meniuri:
- în titluri de articole de presă, când se indică faptul că s-a întâmplat ceva: Nombreux accidents sur la route ce weekend „Numeroase accidente rutiere în week-endul trecut”;
- în titluri de cărți, capitole, când acestea indică ce cuprind, ce sunt: Grammaire du français „Gramatica limbii franceze”, Introduction „Introducere”;
- în incripții cu nume de instituții, inclusiv dacă au atribut, spre deosebire de română: Théâtre municipal „Teatrul municipal”;
- în inscripții informative sau de avertizare din locuri publice: Parking „Parcare”, Sortie de secours „Ieșire de urgență”;
- nume de mâncăruri în meniuri: Fromages „Brânzeturi”.

### Grupul adjectival
Adjectivul poate avea complement care, în afara construcțiilor comparative, poate fi exprimat de un adverb, un substantiv, un pronume sau un verb la infinitiv cu prepoziție. Acestea se plasează în felul următor:
- Adverbul stă totdeauna înaintea adjectivului: La route est très sinueuse „Drumul este foarte sinuos”[7].
- Locul complementului cu prepoziție este totdeauna după adjectiv[8]:
  - substantiv: C’est difficile pour un enfant „Este greu pentru un copil”;
  - infinitiv: C’est facile à faire „E ușor de făcut”;
  - pronume: C’est important pour moi „Este important pentru mine”.

Pronumele care exprimă complementul este cel mai adesea de formă accentuată, dar cu unele adjective poate fi și de formă neaccentuată, și atunci este fără prepoziție, locul său fiind înaintea predicatului: Cette voiture est trop chère pour moi „Mașina asta este prea scumpă pentru mine”, dar Cette personne m’est chère „Persoana asta îmi este dragă”.
În construcțiile comparative, complementul se leagă cu o conjuncție de adjectiv: Il est gros comme un éléphant „Este mare cât un elefant”. La exprimarea gradului comparativ, conjuncția este que: Il est plus gros qu’un éléphant „Este mai mare decât un elefant”. În schimb la gradul superlativ, cuvântul de legătură este prepoziția de: la plus belle de toutes „cea mai frumoasă dintre toate”.
Și adjectivul poate avea mai multe complemente: C’est très difficile à comprendre „E foarte greu de înțeles”.

### Grupul adverbial
Și un adverb poate avea complement exprimat prin adverb ori prin substantiv sau pronume cu prepoziție, iar construcțiile grupului adverbial se aseamănă și ele cu ale grupului adjectival: très tard „foarte târziu”, contrairement à mes prévisions „contrar cu ceea ce am prevăzut”.
Spre deosebire de adjectiv, adverbul nu poate avea complement exprimat prin verb la infinitiv.
Și construcțiile comparative referitoare la un adverb seamănă cu cele referitoare la un adjectiv: Il court vite comme un lièvre „Fuge repede ca un iepure”, Elle est venue plus tôt que d’habitude „A venit mai devreme decât de obicei”, Il s’est levé le plus tard de tous „S-a sculat cel mai târziu dintre toți”.

## Propoziția

### Propoziția enunțiativă

#### Propoziția canonică
În limba franceză, propoziția canonică este una enunțiativă în care sunt trei părți de propoziție, predicatul constând dintr-un singur cuvânt, nefiind scoasă în evidență niciuna din părțile de propoziție, dar din punct de vedere prozodic toate trei sunt accentuate. În această propoziție, topica este subiect + predicat + complement, ex. Le policier a arrêté le voleur „Polițistul l-a arestat pe hoț”.
Într-o asemenea propoziție, din punct de vedere logic, tema (partea din enunț deja cunoscută de destinatarul acestuia) este subiectul gramatical (Le policier) și stă pe locul întâi, iar rema (partea de enunț care constituie o informație nouă pentru destinatar) (a arrêté le voleur) este pe locul al doilea, vorbitorul nefăcând niciun efort pentru ca acesta să fie rolul părților logice ale propoziției.

#### Propoziția necanonică

##### Propoziția cu mai mult de trei părți de propoziție
Predicatul poate avea două sau trei feluri de complemente în același timp: direct, indirect, circumstanțial. Dacă are complement direct, acesta stă înaintea celorlalte, iar dacă are câte unul din toate cele trei feluri de complemente, ordinea acestora este complement direct + complement indirect + complement circumstanțial: Les enfants ont acheté des fleurs à leur maman à l’occasion de la fête des Mères „Copiii i-au cumpărat flori mamei lor cu ocazia Zilei mamelor”.

##### Schimbări de topică față de cea a propoziției canonice
În comunicarea prin limbă, rolul de temă și cel de remă al părților de propoziție privite din punct de vedere gramatical depinde de situație și de intențiile vorbitorului sau ale scriitorului. De aceea, tema nu este totdeauna subiectul. O întrebare precum Quand vas-tu à la poste ? „Când mergi la poștă?” se referă la complementul circumstanțial de timp. Răspunsul poate fi, de exemplu, Je vais à la poste demain „Merg la poștă mâine”, în care tema este Je vais à la poste, iar rema – demain, accentuat mai puternic decât cuvintele vais și poste. Dacă însă întrebarea este Que fais-tu demain ? „Ce faci mâine?”, adică se referă la predicat, răspunsul este același din punct de vedere gramatical și al conținutului ca cel precedent, Demain, je vais à la poste „Mâine merg la poștă”, dar aici Demain a devenit temă prin plasarea la începutul propoziției și cu pronunțarea pe un ton mai înalt a ultimei silabe, cea accentuată, în timp ce je vais à la poste a devenit remă.
Complementul indirect și oricare complement circumstanțial poate fi temă, ba chiar pot exista și două teme într-o propoziție, exprimate cu două complemente diferite, dintre care cea mai importantă este pe primul loc: En Laponie, en été, il y a beaucoup de moustiques „În Laponia, vara, sunt mulți țânțari”.
Mai ales în limba scrisă, când complementul circumstanțial este pe locul întâi, iar subiectul este exprimat printr-un cuvânt accentuat, acesta poate ajunge după predicat: Une heure plus tard se produisit un évènement imprévu „Cu o oră mai târziu se produse un eveniment neprevăzut”, Ensuite seront désignés les lauréats „După aceea vor fi desemnați premianții”.
În afara chestiunii temă-remă este de menționat cazul propoziției incidente în limba scrisă. În aceasta topica este predicat + subiect, fie că acesta este un cuvânt accentuat sau un pronume personal neaccentuat: Arrêtez-vous, hurla le gendarme en pointant son arme „Opriți-vă, urlă jandarmul îndreptându-și arma către ei”, Qu’allons-nous faire, demanda-t-il ? „Ce-o să facem, întrebă el?”.
În exemplele de până aici, modificarea propoziției canonice în necanonică implică numai schimbări de topică și prozodice (de accentuare și de înălțime a vocalei accentuate). Acest procedeu este mai puțin frecvent în franceză decât în română, deoarece topica acestui tip de propoziție este mai este mai puțin liberă în franceză.

##### Propoziția ce conține și părți de vorbire neaccentuate
În franceză nu există propoziție fără subiect exprimat prin cuvânt aparte, în afara propoziției imperative. De aceea, dacă subiectul nu este exprimat printr-un cuvânt accentuat, atunci este exprimat printr-un pronume neaccentuat. Și complementele pot fi exprimate prin pronume neaccentuate, și atunci topica naturală a propoziției este diferită de cea canonică. Locul acestor pronume este după subiect și direct înaintea predicatului:
- Je te vois „Te văd” – pronume personal cu funcție de complement direct;
- Je lui téléphone „Îi dau telefon” – pronume personal cu funcție de complement indirect;
- J’en parle „Vorbesc despre el/ea/ei/ele/asta” – pronume adverbial cu funcție de complement indirect;
- J’y vais „Merg acolo” – pronume adverbial cu funcție de complement circumstanțial de loc.

Predicatul poate avea numai două asemenea complemente. Ordinea acestora unul față de celălalt depinde de felul pronumelor și, în cazul celor personale, de persoana lor.
Dacă este vorba de două pronume personale, unul este complement direct, celălat – complement indirect:
- de persoane diferite:

| Subiect | Complement indirect | Complement direct | Predicat | Traducere                          | Traducere  | Traducere |
| ------- | ------------------- | ----------------- | -------- | ---------------------------------- | ---------- | --------- |
| Il      | me te nous vous     | le la les         | montre   | Mi(-) Ți(-) Ni(-) / Ne- Vi(-) / V- | l o i / le | arată     |

- de aceeași persoană (numai a III-a):

| Subiect | Complement direct | Complement indirect | Predicat  | Traducere        | Traducere  | Traducere |
| ------- | ----------------- | ------------------- | --------- | ---------------- | ---------- | --------- |
| Tu      | le la les         | lui leur            | présentes | I(-) Li(-) / Le- | l o i / le | prezinți  |

Un pronume personal poate fi asociat și cu un pronume adverbial. În acest caz, pronumele personal este totdeauna pe primul loc:
- Je lui en parle „Îi vorbesc despre el/ea/ei/ele/asta”;
- Je l’y emmène „Îl/O duc acolo”.

##### Propoziția cu predicatul la o formă temporală compusă
Într-o asemenea propoziție, locul complementului exprimat printr-un adverb poate fi între verbul auxiliar și forma de participiu trecut, sau după acesta. Există mai mulți factori care determină una sau cealaltă poziție.
Dacă adverbul este relativ scurt și nu este complement de loc sau de timp, locul său este între cele două: Georges est déjà parti „Georges a plecat deja”. Tot acolo se plasează dacă este format cu -ment, dar nu are caracter descriptiv: […] des rebelles avaient effectivement pris position dans la ville „[…] niște rebeli luaseră efectiv poziție în oraș”.
Locul adverbelor formate cu -ment care au caracter descriptiv este în general după participiul trecut (Ils ont procédé prudemment „Au procedat cu prudență”), dar unele pot fi plasate și între cele două, cu o nuanță de sens diferită. Exemple:
Le travail a progressé lentement „Munca a progresat încet”;
Le travail a lentement progressé „Încetișor, munca a progresat”.
Locul complementului de loc sau de timp exprimat prin adverb nu poate fi între verbul auxiliar și participiul trecut, nici dacă adverbul este scurt: Je l’ai rencontré là-bas „L-am întâlnit acolo”, Tu t’es levé tard ce matin „Te-ai sculat târziu azi dimineață”.

##### Scoaterea în evidență a unei părți de enunț
În limba vorbită este posibilă scoaterea în evidență a unei părți a propoziției numai prin accentuare mai puternică, ce implică și creșterea înălțimii vocalei accentuate:
- un complement: Je vais à la POSTE demain „Merg la POȘTĂ mâine”, On s’est arrêtés LÀ „Ne-am oprit AICI”;
- predicatul: J’ai LAVÉ le parquet „Am SPĂLAT parchetul” (implicând de exemplu „nu numai l-am măturat”).

Scoaterea în evidență sesizabilă și în scris are loc prin deplasarea părții de scos în evidență de la locul obișnuit pe primul loc în propoziție sau/și prin construcții cu cuvinte suplimentare. Procedeele cele mai frecvente sunt cele de mai jos.

###### Prin deplasare, fără cuvinte suplimentare
Astfel poate fi scos în evidență:
- un complement circumstanțial:
  - exprimat prin adverb: L’éditeur n’aurait jamais cru que ce roman remporterait un tel succès ! „Editorul n-ar fi crezut niciodată că romanul acesta va avea un asemenea succes! → Jamais l’éditeur n’aurait cru que ce roman remporterait un tel succès ! „Niciodată n-ar fi crezut editorul că...!”
  - exprimat printr-un grup prepozițional: Les habitants du quartier réclament depuis des années l’aménagement d’un espace de jeux pour les enfants „Locuitorii cartierului cer de ani de zile amenajarea unui spațiu de joacă pentru copii” → Depuis des années, les habitants du quartier réclament l’aménagement d’un espace de jeux pour les enfants „De ani de zile cer locuitorii...”.

O astfel de deplasare a numelui predicativ are loc, în registrul familiar, cu omiterea verbului copulativ: Cette mise en scène est superbe „Regia asta e superbă” → Superbe, cette mise en scène ! „E superbă regia asta!”.

###### Prin reluare sau anticipare cu un pronume
Subiectul exprimat prin substantiv se poate scoate în evidență cu un pronume personal corespunzător:
- prin reluare: Cette actrice est vraiment belle → Cette actrice, elle est vraiment belle „Actrița asta chiar e frumoasă” (literal „Această actriță, ea e cu adevărat frumoasă”);
- prin anticipare: Elle est vraiment belle, cette actrice (lit. „Ea e cu adevărat frumoasă, această actriță”).

Subiectul exprimat prin pronume personal conjunct (formă neaccentuată) se reia sau se anticipă prin varianta sa disjunctă (accentuată) : J’aurais dit ça ! Ce n’est pas vrai ! „(Eu) să fi spus asta?! Nu-i adevărat!” → Moi, j’aurais dit ça ! Ce n'est pas vrai ! / J'aurais dit ça, moi ! Ce n'est pas vrai ! „Eu să fi spus asta?! Nu-i adevărat!”.
Numele predicativ se poate scoate în evidență prin deplasare spre stânga și reluare cu pronumele personal le cu valoare neutră: Tous sont habiles „Toți sunt îndemânatici” → Habiles, ils le sont tous „Îndemânatici sunt toți”
Sunt și complemente care se pot scoate în evidență prin deplasare și reluare sau anticipare cu un pronume personal sau unul adverbial, în funcție de tip:
- complement direct exprimat prin substantiv cu determinant hotărât: J’ai connu votre oncle au régiment „L-am cunoscut pe unchiul dumitale în timpul serviciului militar” → Votre oncle, je l’ai connu au régiment „Pe unchiul dumitale l-am cunonscut...”[24];
- complement direct exprimat prin substantiv cu determinant nehotărât: En Hollande au printemps, on voit partout des tulipes „În Olanda, primăvara se văd peste tot lalele” → En Hollande au printemps, des tulipes, on en voit partout ! / En Hollande au printemps, on en voit partout, des tulipes ! „În Olanda, primăvara, lalele se văd peste tot!”.

Subiectul inanimat se poate scoate în evidență și prin reluare cu un pronume demonstrativ cu valoare neutră: La musique est sa passion „Muzica e pasiunea sa” → La musique, c’est sa passion (lit. „Muzica, asta e pasiunea sa”).
Un complement exprimat prin verb la infinitiv se scoate în evidență prin deplasare și reluare cu alt pronume demonstrativ: Elle adore danser la salsa ! „Îi place foarte mult să danseze salsa! → Danser la salsa, elle adore ça ! (lit. „A dansa salsa, ea adoră asta!”).

###### Prin construcțiac’est ... qui/que
Prin această construcție, cu care începe propoziția, se poate scoate în evidență orice parte de propoziție constituită dintr-un cuvânt, o sintagmă sau o parte de enunț mai extinsă. De aceasta depinde care pronume relativ se folosește.
Construcția cu qui se folosește numai pentru subiect, ex. Votre frère avait raison „Fratele dumitale avea dreptate” → C’est votre frère qui avait raison (lit. „Acesta este fratele dumitale care avea dreptate”).
Construcția cu que ([Eliziune|elidat]] qu’) scoate în evidență numele predicativ, mai multe tipuri de complemente și părți de enunț mai extinse. Exemple:
Il est malade „(El) e bolnav” → C’est malade qu’il est „Bolnav este (el)” (subînțeles „nu altă problemă are”);
Elle a perdu sa montre „(Ea) și-a pierdut ceasul” → C’est sa montre qu’elle a perdue „Ceasul și l-a pierdut (ea)”;
Elle se souvient de son enfance „(Ea) își aduce aminte de copilărie” → C’est de son enfance qu’elle se souvient „De copilărie își aduce (ea) aminte”.
Quand il a allumé le four, l’installation électrique a sauté „Când a aprins cuptorul, instalația electrică s-a defectat” → C’est quand il a allumé le four que l’installation électrique a sauté „Când a aprins cuptorul s-a defectat instalația electrică”.

### Propoziția interogativă
Specificul propoziției interogative franceze este că întrebarea totală și oricare dintre întrebările parțiale poate fi formulată în una, două, trei sau patru feluri, fără deosebiri de sens. Între acestea, diferențele sunt numai de registru de limbă.

#### Întrebarea totală
Aceasta are trei construcții. Unei întrebări ca „Vii?” îi corespund următoarele construcții franceze:
1. Tu viens ? – Are topica identică cu a propoziției enunțiative cu același conținut, dar cu intonație urcătoare. Se folosește în limba vorbită, în registrele curent și familiar.
2. Est-ce que tu viens ? – Construcția este alcătuită cu o formulă având funcția de marcare a caracterului interogativ al propoziției, în general fără sens lexical, netraductibilă[28], uneori corespunzătoare lui „oare”. Are topica subiect + predicat și intonație coborâtoare. Este folosită atât în limba vorbită, cât și în cea scrisă, în orice registru de limbă. Formula est-ce que face ca întrebarea să fie mai marcată sau o prelungește, uneori numai pentru ca vorbitorul să câștige timp de gândire.
3. Viens-tu ? – Construcția are topica predicat + subiect și intonație urcătoare. Se folosește numai în cazul subiectului exprimat prin pronume neaccentuat, în registrul elevat vorbit și scris.

Observații:
- În primele două construcții, subiectul poate fi exprimat de două ori, cu scop de scoatere în evidență, deci echivalentele lui „Tu vii?” pot fi Toi, tu viens ?, Tu viens, toi ?, Est-ce que tu viens, toi ? sau Toi, est-ce que tu viens ?
- În construcția a treia, dacă predicatul are o formă temporală compusă, pronumele urmează după verbul auxiliar: Es-tu venu ? „Ai venit?”, Vas-tu venir ? „Ai să vii?”. Când predicatul este nominal, subiectul stă după verbul copulativ la formele temporale simple (Es-tu content ? „Ești mulțumit?”), și după verbul auxiliar al predicatului, dacă forma sa temporală este compusă: As-tu été content ? „Ai fost mulțumit?”.
- În construcția a treia, dacă subiectul este exprimat prin pronume personal, între acesta și predicat se aude totdeauna un [t]. În cazul verbelor terminate în t sau d scris, dar în general nepronunțat, acesta este cel care leagă verbul de pronume: Vient-il ? „Vine (el)?”, Viennent-elles ? „Vin (ele)?”, Attend-elle ? „Așteaptă (ea)?”. Dacă verbul se termină în e, și atunci se aude [t] înaintea subiectului, forma sa scrisă fiind -t-: Parle-t-il ? „Vorbește (el)?”.
- Când subiectul este exprimat prin substantiv, acesta stă la începutul propoziției și este reluat de un pronume personal ca în exemplele precedente: Marie vient-elle ? „Vine Marie?”
- În construcția cu subiectul după predicat, dacă predicatul are coplement, acesta se plasează după pronumele subiect: Venez-vous maintenant ? „Veniți acum?”.

Propoziția exclamativă cu predicat nominal poate fi alcătuită cu construcția a treia a propoziției interogative: Est-elle jolie ! „Ce drăguță e!”

#### Întrebări parțiale
Întrebările referitoare la majoritatea părților de propoziție au cele trei variante descrise mai sus, ba chiar în cazul unora există și o a patra variantă.
Întrebarea referitoare la subiectul persoană are două variante: Qui vient ? și Qui est-ce qui vient ? „Cine vine?”
Dacă subiectul este inanimat, există două cazuri:
- Predicatul este verb personal – întrebarea poate începe numai cu qu’est-ce qui: Qu’est-ce qui est tombé ? „Ce a căzut?”
- Predicatul este verb impersonal – întrebarea are următoarele variante, de exemplu pentru răspunsul Il manque un boulon[29] „Lipsește un șurub”:
  - Qu’est-ce qui manque ? „Ce lipsește?” – registrul curent;
  - Que manque-t-il ? – registrul elevat;
  - Il manque quoi ? – registrul familiar.

De menționat cele două forme ale cuvântului interogativ în funcție de locul său, și faptul că construcția cu cuvântul interogativ la sfârșitul propoziției este specifică registului familiar.
Întrebările referitoare la numele predicativ sunt de mai multe feluri, în funcție de scopul întrebării, de ce fel de cuvânt exprimă această parte de propoziție și de ce fel de cuvânt exprimă subiectul întrebării:
- întrebare care țintește identificarea unei persoane:
  - Subiectul întrebării este pronumele demonstrativ neutru ce – variantele întrebării sunt Qui est-ce ?, Qui est-ce que c’est ?, Qui c’est ? și C’est qui ? „Cine este?” / „Cine sunt?” (În franceză, în acest caz, întrebarea cu verbul être la singular se referă și la un cuvânt la plural.)
  - Subiectul întrebării este un pronume personal – variantele întrebării sunt de tipul Qui est-il/elle ? „Cine este (el/ea)?”, Qui sont-ils/elles ? „Cine sunt (ei/ele)?”
  - Subiectul întrebării este un substantiv – întrebarea este de tipul Qui est Pierre ? „Cine este Pierre?”
- întrebare pentru aflarea funcției unei persoane:
  - Subiectul întrebării este un pronume personal – variantele întrebării sunt de tipul Qu’est-ce qu’il est ? și Il est quoi ?
  - Subiectul întrebării este un substantiv – variantele întrebării sunt de tipul Pierre, qu’est-ce qu’il est ?, Qu’est-ce qu’il est, Pierre ?, Pierre, il est quoi ? și Il est quoi, Pierre ? „Ce este Pierre?”
- întrebare care țintește identificarea unui lucru:
  - Subiectul întrebării este pronumele ce – variantele întrebării sunt Qu’est-ce que c’est ? și C’est quoi  ? „Ce este asta?” / „Ce sunt astea?”.
  - Subiectul întrebării este un substantiv – există întrebări de două tipuri:
    - Quel est le vin le moins cher ? „Care este vinul cel mai ieftin?”;
    - Quels sont ces bruits ? „Ce zgomote sunt astea?”
- întrebare care cere definirea unui animat sau a unui inanimat – întrebarea este de tipul Qu’est-ce qu’un empereur ? „Ce este un împărat?”, Qu’est-ce que l’amour ? „Ce este dragostea?”
- întrebare referitoare la o însușire:
  - Subiectul întrebării este un substantiv – variantele întrebării sunt de tipul Comment est Pierre ? și Pierre est comment ? „Cum este Pierre?”
  - Subiectul întrebării este un pronume personal – variantele întrebării sunt de tipul Comment il est ?, Comment est-il ? și Il est comment ? „Cum este el?”

Întrebarea referitoare la complementul direct nume de persoană are patru variante (Qui tu aimes ?, Qui est-ce que tu aimes ?, Qui aimes-tu ? și Tu aimes qui? „Pe cine iubești?”), iar pentru cel inanimat sunt trei variante: Qu’est-ce que tu veux ?, Que veux-tu ? și Tu veux quoi ? „Ce vrei?”.
Întrebările referitoare la complementul indirect și la cele circumstanțiale au patru variante, fie că este vorba de persoană, inanimat, timp, loc, mod etc.:
- persoană: À qui tu donnes le livre ?, À qui est-ce que tu donnes le livre ?, À qui donnes-tu le livre ?, Tu donnes le livre à qui ? „Cui îi dai cartea?”;
- inanimant: Avec quoi tu travailles ?, Avec quoi est-ce que tu travailles ?, Avec quoi travailles-tu ?, Tu travailles avec quoi ? „Cu ce lucrezi?”;
- timp: Quand tu viens ?, Quand est-ce que tu viens ?, Quand viens-tu ?, Tu viens quand ? „Când vii?”

La atribut se referă adjectivul interogativ quel/quelle/quels/quelles ... ?. Acesta are sensul „ce fel de ...?” atunci când întrebarea are ca scop aflarea însușirii substantivului pe care îl precedă, și sensul „care ...?”, dacă întrebarea cere identificarea substantivului. Grupul substantival format cu adjectivul interogativ poate fi:
- subiect: Quel homme te conviendrait ? „Ce fel de / Care bărbat ți-ar conveni?” – răspunsuri posibile: Un homme grand „Un bărbat înalt” / Un grand „Unul înalt” / Ce grand-là „Acela înalt” / Celui-là „Acela”;
- nume predicativ: Quelle fille est ta copine ? „Ce fel de / Care fată e prietena ta?”;
- complement direct: Quels livres tu aimes ?, Quels livres est-ce que tu aimes ?, Quels livres aimes-tu ?, Tu aimes quels livres ? „Ce fel de / Care cărți îți plac?”;
- complement indirect sau circumstanțial: Sur quel ton il a répondu ?, Sur quel ton est-ce qu’il a répondu ?, Sur quel ton a-t-il répondu ?, Il a répondu sur quel ton ? „Pe ce ton a răspuns?”

Același cuvânt poate fi nu numai adjectiv, ci și pronume cu sensul „care?”, „ce?”, deci țintind numai identificarea (vezi mai sus întrebarea referitoare la numele predicativ inanimat, când subiectul întrebării este exprimat prin substantiv).
Cuvântul interogativ care cere numai identificarea este pronumele lequel/laquelle/lesquels/lequelles care poate avea aceleași funcții sintactice ca pronumele în general, iar întrebarea pe care o introduce poate avea și ea mai multe variante. Exemple:
Lequel des deux est venu ? / Lequel des deux est-il venu ? „Care din cei doi a venit?”;
Laquelle tu veux ? / Laquelle est-ce que tu veux ? / Laquelle veux-tu ? / Tu veux laquelle ? „Pe care o vrei?”;
Desquels vous parlez ? / Desquels est-ce que vous parlez ? / Desquels parlez-vous ? / Vous parlez desquels ? „Despre care vorbiți?” (complement indirect masculin plural);
Auxquelles tu envoies une invitation ? / Auxquelles est-ce que tu envoies une invitation ? / Auxquelles envoies-tu une invitation ? / Tu envoies une invitation auxquelles ? „Cărora le trimiți invitație?” (complement indirect feminin).
Întrebarea referitoare la cantitate este introdusă prin cuvântul combien „cât, -tă, -ți, -te”, considerat adverb. Când funcționează ca pronume interogativ, sintactic poate fi:
- subiect: Combien sont venus ? „Câți au venit?” (construcție fără variante);
- nume predicativ: Combien êtes-vous ? / Combien est-ce que vous êtes ? / Vous êtes combien ? „Câți/Câte sunteți?”;
- complement direct: Combien est-ce que vous en voulez ? / Combien en voulez-vous ? / Vous en voulez combien ? „Cât, -tă, -ți, -te vreți?”;
- complement indirect sau circumstanțial: À combien s’évaluent les pertes ? / À combien est-ce que les pertes s’évaluent ? / À combien les pertes s’évaluent-elles ? / Les pertes s’évaluent à combien ? „La cât se evaluează pierderile?”

Combien + de funcționează ca determinant interogativ. Grupul substantival pe care îl formează cu substantivul pe care îl precede poate avea toate funcțiile pe care le are pronumele. Exemple:
Combien de personnes sont venues ? „Câte persoane au venit?”;
Combien de personnes vous êtes ? / Combien de personnes êtes-vous ? / Vous êtes combien de personnes ? / Combien de personnes est-ce que vous êtes ? (mai rar) „Câte persoane sunteți?”;
Pendant combien de temps il restera en France ? / Pendant combien de temps est-ce qu’il restera en France ? / Pendant combien de temps restera-t-il en France ? / Il restera en France pendant combien de temps ? „Cât timp va rămâne în Franța?”.

### Propoziția negativă
Propoziția negativă se construiește de regulă cu două cuvinte de negație. Dintre acestea, primul, ne, stă totdeauna înaintea predicatului. În cazul unei negații simple, al doilea cuvânt de negație este pas. Pentru a exprima nuanțe de sens suplimentare, se folosesc diverse alte cuvinte de negație care îl înlocuiesc pe pas. Exemple cu predicatul la o formă temporală simplă, cu principalele cuvinte de negație secundare, în care acestea stau imediat după predicat:
Il ne chante pas „Nu cântă”;
Il ne chante plus „Nu mai cântă”;
Il ne chante jamais „Nu cântă niciodată”;
Il ne chante rien „Nu cântă nimic”;
Il n’a guère de chance „Nu prea are noroc” (în registrul elevat scris);
Je n’entends personne „Nu aud pe nimeni”;
Je n’ai aucune idée „N-am nicio idee”;
Ils ne vont nulle part „(Ei) nu merg nicăieri”;
Je n’aime ni son livre ni son film „Nu-mi place nici cartea, nici filmul său”.
Între ne și predicat pot sta doar unul sau două pronume neaccentuate: Je ne l’entends pas „Nu îl/o aud”, Tu ne m’y verras plus „N-o să mă mai vezi niciodată acolo”. Între predicat și al doilea cuvânt de negație pot sta unele adverbe de întărire a negației: Je ne vois absolument rien „Nu văd absolut nimic”.
Dacă predicatul este la un timp compus, în construcțiile analoge cu cele în care este la un timp simplu, pas, plus, jamais și rien se plasează între verbul auxiliar și forma ce poartă sensul lexical al verbului, iar celelalte cuvinte de negație – după:
Il n’a pas chanté „N-a cântat”;
Il n’a plus chanté „N-a mai cântat”;
Il n’a jamais chanté „N-a cântat niciodată”;
Il n’a rien chanté „N-a cântat nimic”;
Il n’a guère eu de chance „N-a prea avut noroc”;
Je n’ai entendu personne „N-am auzit pe nimeni”;
Je n’ai eu aucune idée „N-am avut nicio idee”;
Ils ne sont allés nulle part „N-au mers nicăieri”;
Je n’ai aimé ni son livre ni son film. „Nu mi-a plăcut nici cartea, nici filmul său”.
În aceeași propoziție pot fi și două sau trei cuvinte de negație secundare, păstrându-și locul față de predicat. Plus este totdeauna primul dintre ele: Je ne l’ai plus vu nulle part „Nu l-am mai văzut nicăieri”, Je ne lui parlerai plus jamais „N-o să mai vorbesc niciodată cu el”, On ne l’a plus jamais vu nulle part „N-a mai fost văzut niciodată nicăieri”.
Unele cuvinte de negație pot fi și la începutul propoziției. Este în primul rând cazul lui rien și personne care sunt pronume și pot avea funcția de subiect:
Rien n’est important „Nimic nu e important”;
Personne n’est venu „Nimeni n-a venit”.
În exemplele de mai sus, aucun(e) este determinantul complementului direct, dar poate fi și al subiectului, sau poate fi pronume subiect, și atunci stă la începutul propoziției: Aucune idée ne me vient à l’esprit „Nicio idee nu-mi vine în minte”, Aucun des participants n’a demandé la parole „Niciunul dintre participanți n-a cerut cuvântul”.
În construcția cu ni repetat, primul ni poate de asemenea fi la începutul propoziției, dacă construcția neagă subiecte: Ni son livre ni son film ne m’intéressent „Nici cartea, nici filmul său nu mă interesează”.
Și jamais poate ajunge la începutul propoziției, cu scopul scoaterii sale în evidență: Jamais je ne l’oublierai „Niciodată nu îl/o voi uita”.
Mai este o locuțiune negativă, non plus (corespunzător în română lui „nici” nerepetat), care se folosește cu pas în propoziție. La timpurile simple urmează după pas (Il ne vient pas non plus „Nici el nu vine”), dar la cele compuse – după participiul trecut: Il n’est pas venu non plus „Nici el n-a venit”.
În propoziție negativă, același adverb poate avea locuri și sensuri diferite în funcție de partea propoziției la care se referă negația: Il n’est toujours pas d’accord „Tot nu e de acord” (negație referitoare la predicat) vs. Il n’est pas toujours d’accord „Nu totdeauna e de acord” (negație referitoare la complement).
Cu ne se formează și o construcție restrictivă, în care predicatul este urmat de conjuncția que „decât”: Il ne mange que des végétaux „Nu mănâncă decât vegetale”. În construcția cu ne ... que poate fi prezent și pas, dar atunci sensul propoziției este cu totul diferit, adică neagă restricția: Il ne mange pas que des végétaux „Mănâncă nu numai vegetale”.
Fie ne, fie pas poate lipsi în anumite cazuri. Se poate folosi numai pas într-o propoziție coordonată, pentru a evita repetarea predicatului: Je connais Paris mais pas Dijon „Parisul îl cunosc, dar Dijonul nu”. Pas trebuie omis în unele propoziții formule consacrate: si je ne me trompe „dacă nu mă înșel”.
Ne sau pas pot lipsi facultativ și în funcție de registrul de limbă. În cel familiar, dar tot mai frecvent și în cel curent vorbit, ne este omis: J’ai rien dit „N-am zis nimic”. Pas poate lipsi în registrul elevat după verbe precum pouvoir „a putea”, cesser „a înceta”, oser „a îndrăzni”, savoir „a ști”: Vous ne pouvez le nier „Nu puteți nega aceasta”.

### Propoziția imperativă
Particularitatea propoziției imperative cu subiectul de persoana a II-a singular și plural, precum și de persoana I plural este că acesta nu este exprimat prin pronume personal, cu excepția cazului când este scos în evidență, luând atunci forma accentuată: (Toi,) reste ici ! „(Tu) rămâi aici!”, Venez plus près (, vous) ! „(Voi) veniți mai aproape!”, Allons dans le parc ! „Să mergem în parc!”
Spre deosebire de celelalte moduri personale, în cazul formei pozitive a imperativului, complementele exprimate prin pronume neaccentuate stau după predicat (în scris cu cratimă între cuvinte), iar pronumele personal de persoana I singular complement indirect ia forma moi.
Topica cu pronume personale:
| Predicat | Complement direct | Complement indirect       | Traducere | Traducere                  | Traducere  | Traducere |
| -------- | ----------------- | ------------------------- | --------- | -------------------------- | ---------- | --------- |
| Donne-   | le- la- les-      | moi ! lui ! nous ! leur ! | Dă-       | mi- i- ni- / ne- li- / le- | l o i / le | !         |

Topica cu pronume personal și cu pronume adverbial:
| Predicat | Pronume personal complement indirect | Pronumele en | Traducere | Traducere  | Traducere |
| -------- | ------------------------------------ | ------------ | --------- | ---------- | --------- |
| Donne-   | m’ lui- nous- leur-                  | en !         | Dă-       | mi i ne le | !         |

| Predicat | Pronume personal complement direct | Pronumele y | Traducere | Traducere          | Traducere |
| -------- | ---------------------------------- | ----------- | --------- | ------------------ | --------- |
| Emmène-  | m’ l’ nous- les-                   | y !         | Du-       | mă l / o ne i / le | (acolo)!  |

Dacă predicatul la imperativ pozitiv are și alt tip de complement, acesta se plasează după pronumele atașate predicatului: Parle-moi franchement ! „Vorbește sincer cu mine!”
Ordinul și interdicția la adresa subiectului de persoana a III-a se fac cu modul subjonctiv, structura unei asemenea propoziții fiind aceeași ca a propoziției subordonate cu predicatul la subjonctiv: Dupont est déjà là ? Qu’il entre ! „Dupont e deja aici? Să intre!”

## Fraza cu propoziție subordonată
Specificitățile frazei franceze în comparație cu cea din română se manifestă mai ales în fraza cu propoziție subordonată și privesc următoarele aspecte: folosirea modului verbal în propoziția subordonată, folosirea unei propoziții subordonate vs. a unui grup verbal cu verbul la infinitiv, topica propozițiilor, construcțiile în vorbirea indirectă și concordanța timpurilor verbale din propozițiile frazei.

### Folosirea modurilor și timpurilor verbale în propoziția subordonată
Modul verbal al predicatului subordonatei depinde în general de cum vede subiectul propoziției principale acțiunea, evenimentul, existența, starea, recepționarea pasivă a unei acțiuni exterioare, transformarea etc., într-un cuvânt procesul subordonat. Acest mod poate fi indicativul, condiționalul sau subjonctivul. Fiecare își are corespondentul în limba română (cel al subjonctivului este conjunctivul), dar din punctul de vedere al folosirii lor, modurile nu-și corespund totdeauna în cele două limbi. Alegerea modului este indicată de anumite elemente ale frazei, în funcție de felul subordonatei.

#### Propoziția subiectivă
Propoziția subiectivă stă cel mai adesea după propoziția principală. În acest caz, înaintea predicatului principalei este totdeauna un pronume. Deși obligatoriu, acesta este doar subiectul aparent al principalei, cel adevărat fiind propoziția subiectivă. Sunt trei pronume cu funcție de subiect aparent:
- pronumele personal il:
  - obligatoriu cu anumite verbe: Il faut que je lui écrive „Trebuie să-i scriu”;
  - obligatoriu dacă predicatul este verbul être + un substantiv nearticulat: Il est grand temps que tu partes „E într-adevăr timpul să pleci”;
  - specific pentru registrul elevat dacă predicatul este être + un adjectiv: Il est normal que tu hésites „E normal să eziți”;
- pronumele demonstrativ neutru ce:
  - obligatoriu dacă predicatul este verbul être + un substantiv articulat: C’est une chance que je tu sois là „Noroc că ești aici”;
  - specific în registrul curent și familiar, în locul lui il, dacă predicatul este verbul être + un adjectiv: C’est normal que tu hésites;
- pronumele demonstrativ neutru cela sau varianta sa din limba vorbită, ça, dacă predicatul este verb tranzitiv:
  - în registrul elevat: Cela me désole que tu ne sois pas venu „Îmi pare rău că n-ai venit”;
  - în registrul curent și familiar: Ça m’énerve qu’il soit toujours en retard „Mă enervează că întârzie mereu”.

Și când subiectiva stă înaintea principalei, aceasta din urmă poate avea subiect aparent, ce, cela sau ça. În acest caz, il este înlocuit de ce: Que tu hésites, c’est normal.

##### Modul predicatului subiectivei
Modul predicatului unei subiective de după principală este determinat de ceea ce exprimă predicatul principalei.
Se folosește modul indicativ sau condițional dacă predicatul principalei exprimă:
- certitudinea, evidența: Il est certain que vous vous trompez „E sigur că vă înșelați”, Il est évident que l’effet théâtral resterait le même „Este evident că efectul teatral ar rămâne același”;
- decizia: Il est décidé que nous voyagerons „Este un lucru hotărât că vom călători”;
- probabilitatea, aparența: Il est probable que cette idée choquera profondément M. le duc de Modène „Probabil că această idee îl va șoca profund pe d. duce de Modena”, Il y a apparence que cela arrivera „Se pare că așa se va întâmpla”.

Subjonctivul este cerut de verbele regente care exprimă:
- necesitatea, obligația sau contrarul acestora: Il faut que nous partions très tôt „Trebuie să plecăm foarte devreme”, Il n’est pas nécessaire que vous veniez „Nu e necesar să veniți”;
- incertitudinea: Il est douteux qu’il pleuve „E îndoielnic că va ploua”, Il n’est pas sûr qu’il reparte ce soir „Nu e sigur că va porni din nou deseară”;
- posibilitatea sau imposibilitatea: Il se peut que tu aies fait une erreur „E posibil că ai făcut o greșeală”, Il est impossible qu’il vienne maintenant „Este imposibil să vină acum”;
- o judecată subiectivă: Il est juste que vous connaissiez le sujet un peu mieux „Se cuvine să cunoașteți subiectul ceva mai bine”, Inutile que vous en parliez là-bas ! „Este inutil să vorbiți despre asta acolo!”.

Predicatul subiectivei este în mod normal la subjonctiv dacă aceasta stă înaintea principalei: Cela me paraît évident que Dupont est coupable „Îmi pare evident că Dupont este vinovat” → Que Dupont soit coupable, cela me paraît évident.

#### Propoziția completivă directă
Modul de folosit pentru predicatul completivei directe este de asemenea determinat de ceea ce exprimă verbul său regent.
Se folosește modul indicativ sau condițional dacă verbul regent exprimă următoarele:
- declarație: Elle m’a répondu qu’elle n’aurait jamais fait une chose pareille „Mi-a răspuns că n-ar fi făcut niciodată așa ceva”;
- afirmație sigură: Il affirme que personne ne l’a vu „Afirmă că nu l-a văzut nimeni”;
- percepție: Je vois que tu ne m’aimes pas „Văd că nu mă iubești”;
- opinie exprimată cu verb la forma pozitivă: Je pense que c’est trop tard „Cred că e prea târziu”;
- informare: Il m’a annoncé qu’il allait se marier „M-a anunțat că urmează să se căsătorească”;
- faptul de a ști ceva: Tu sais que j’ai raison „Știi că am dreptate”.

Predicatul completivei directe este la subjonctiv dacă verbul său regent exprimă următoarele:
- o gamă relativ largă de acte de vorbire ce țin de noțiunea de voință:
  - voință, dorință: Je voudrais que vous m’aidiez „Aș vrea să mă ajutați”;
  - cerere: Je demande qu’on m’écoute „Cer să fiu ascultat”;
  - ordin: Il a ordonné que tout le monde sorte „A ordonat ca toată lumea să iasă”;
  - interdicție: J’interdis qu’on dise du mal de cet homme „Interzic să se spună lucruri rele despre omul ăsta”;
  - acceptare: J’accepte qu’il vienne avec nous „Accept să vină cu noi”;
  - respingere (verbe care exprimă acceptarea puse la forma negativă și alte verbe la forma pozitivă): Il ne supporte pas que vous le critiquiez „Nu suportă să-l criticați”, Elle refuse que le contrat soit signé dès aujourd’hui „Refuză ca contractul să fie semnat astăzi”;
  - propunere, recomandare: Je propose qu’on fasse une pause „Propun să facem o pauză”;
- un sentiment, o stare sufletească: Je crains que ce soit encore trop tôt „Mă tem că este încă prea devreme”, Je regrette que vous soyez arrivés si tard „Îmi pare rău că ați venit așa de târziu”.

Sunt și verbe regente care au mai multe sensuri sau nuanțe de sens, și în funcție de acestea, predicatul subordonatei poate fi la indicativ sau la subjonctiv. Exemple:
J’entends que le concert a commencé „Aud că a început concertul” vs. J’entends que ce travail soit terminé avant demain „Vreau ca lucrarea asta să fie terminată până mâine”;
J’ai vite compris qu’il voulait changer d’air „Am înțeles repede că voia să schimbe mediul” vs. Je comprends que vous ayez voulu le ménager „Înțeleg că ați vrut să-l menajați”;
Le contrat stipule que les associés sont solidaires „Contractul stipulează că asociații sunt solidari” vs. Il avait stipulé dans ses dernières volontés que sa fortune revienne à sa femme „Stipulase în testamentul său ca averea să-i revină soției sale”;
J’ai rêvé que nous étions encore en vacances „Am visat că mai suntem în concediu” vs. Je rêve que tous les hommes soient frères „Visul meu este ca toți oamenii să fie frați”.
În cazul verbelor regente de opinie la forma negativă, există ezitare în ceea ce privește modul predicatului subordonatei. În general, dacă vorbitorul își exprimă ferm opinia cu un asemenea verb, folosește indicativul în subordonată (Je ne crois pas que c’est possible „Nu cred că e posibil”), însă dacă exprimă și nesiguranță, atunci folosește subjonctivul: Je ne crois pas que ce soit possible „Nu cred să fie posibil”. Se poate folosi de asemenea subjonctivul dacă cu un verb regent de opinie, fraza este interogativă: Croyez-vous que ce soit possible ? „Credeți că e posibil?”, Ne croyez-vous pas que ce soit possible ? „Nu credeți că e posibil?”
Locul propoziției completive directe este în general după principală, dar poate fi și înaintea acesteia. În acest caz este reluată în principală prin pronumele personal le cu valoare neutră și, cu același verb regent, predicatul ei poate fi la același mod ca în cazul ordinii principală + subordonată: Nous savons que vous avez toujours été opposé à ce projet „Știm că v-ați opus totdeauna acestui proiect” sau Que vous avez toujours été opposé à ce projet, nous le savons „Că v-ați opus totdeauna acestui proiect, o știm”.
Sunt și cazuri când, odată cu inversarea locului propozițiilor, modul predicatului principalei se modifică din indicativ în subjonctiv: Paul croit fermement que Pierre est honnête „Paul crede ferm că Pierre este cinstit” vs. Que Pierre soit honnête, Paul le croit fermement „Că Pierre este cinstit, Paul o crede ferm”.

#### Propoziția completivă indirectă
În subordonata completivă indirectă, modurile verbale se distribuie la fel ca în propoziția completivă directă.
Indicativul sau condiționalul în subordonată, în principală fiind exprimată o afirmație certă: Je suis sûr que tu réussiras „Sunt sigur că vei reuși”, Je ne doute pas que ce sera réglé „Nu mă îndoiesc că se va rezolva”.
Subjonctivul în subordonată, în principală fiind exprimată:
- voința: Je tiens absolument à ce que vous soyez là „Țin neapărat să fiți aici”;
- acceptarea: Le jury a consenti à ce que le concours soit reporté „Juriul a consimțit ca concursul să fie amânat”;
- respingerea: Le Service des monuments historiques s’est opposé à ce que le manoir soit transformé en restaurant „Serviciul monumentelor istorice s-a opus la transformarea conacului în restaurant”;
- o afirmație incertă: Je doute que ce soit fini „Mă îndoiesc că s-a terminat”, Je ne suis pas certain qu’il y soit arrivé à temps „Nu sunt sigur că a sosit la timp”;
- un sentiment, o stare sufletească:

Je suis désolé que tu aies raté ton examen „Îmi pare foarte rău că ai căzut la examen”;
Elle s’inquiétait (de ce) que son fils n’ait pas encore répondu „Se neliniștea că fiul ei încă n-a răspuns”;
Nous nous réjouissons (de ce) qu’il vienne „Ne bucurăm că vine”;
Elle s’est étonnée (de ce) que vous ayez refusé son offre „S-a mirat că i-ați refuzat oferta”.
După cum se vede în exemple, asemenea subordonate sunt introduse uneori nu de simpla conjuncție que, ci de locuțiunea conjuncțională à ce que sau de ce que. À, respectiv de din acestea sunt prepozițiile ce introduc complementele indirecte corespunzătoare subordonatelor. Locuțiunea cu à este obligatorie, dar nu și cea cu de.

#### Propoziția atributivă
Despre folosirea pronumelor relative care introduc propoziția atributivă, vezi articolul Determinanții și părțile de vorbire nominale în limba franceză, secțiunea Pronumele relative.
Predicatul acestei subordonate este la indicativ dacă se afirmă un simplu fapt: C’est le patineur qui a gagné la médaille d’or „(Acesta) este patinatorul care a câștigat medalia de aur”. Se poate folosi și condiționalul, dacă trebuie exprimată o ipoteză: C’est un patineur qui pourrait gagner la médaille d’or „(Acesta) este un patinator care ar putea câștiga medalia de aur”.
Modul subjonctiv se folosește în general atunci când este vorba de un proces dorit de subiectul pricipalei. Exemple cu indicativul și cu subjonctivul: Il a une secrétaire qui sait écrire sur ordinateur „Are o secretară care știe să scrie pe calculator” vs. Il cherche une secrétaire qui sache écrire sur ordinateur „Caută o secretară care să știe să scrie pe calculator”.
Sunt și cazuri în care subjonctivul este obligatoriu sau posibil, deși nu este vorba de exprimarea dorinței. Aceste cazuri sunt determinate de anumite elemente din principală. Adjectivul la gradul superlativ este cel dintâi dintre aceste elemente: C’est le plus beau concert auquel nous ayons assisté cette année „Este cel mai frumos concert la care am asistat anul acesta”.
Adjectivele premier/première „prim(ă)”, dernier/dernière „ultim(ă)”, seul(e) „singur(ă)” și unique „unic(ă)” pot avea o nuanță de sens apropiată de superlativ, și atunci se folosesc cu subjonctivul:
- La première personne que nous ayons rencontrée dans ce village était notre voisin de Paris ! „Prima persoană pe care am întâlnit-o în satul ăsta era vecinul nostru din Paris!”;
- C’est la dernière possibilité que tu aies de réussir „Este ultima posibilitate pe care o ai ca să reușești (spus cu o nuanță de amenințare și subiectiv, deorece în realitate poate că sunt și alte posibilități);
- André est le seul qui ait accepté de m’aider „André este singurul care a acceptat să mă ajute”.

Dacă însă premier și dernier exprimă ordinea concretă, atunci se folosesc cu indicativul: Nous devions visiter trois églises ; la première que nous avons voulu visiter était malheureusement fermée „Trebuia să vizităm trei biserici; prima pe care am vrut s-o vizităm era închisă, din păcate”.
După cum se vede în exemplele de mai sus, locul subordonatei atributive este imediat după cuvântul pe care îl determină, de aceea principala poate continua după ea.
Topica în atributivă este cel mai adesea subiect + predicat, dar este posibilă și inversarea acestora:
- când pronumele relativ este que, iar subiectul subordonatei este un substantiv, cu scopul scoaterii în evidență a predicatului subordonatei: C’est le vélo qu’a gagné Alice „Aceasta e bicicleta pe care a câștigat-o Alice” (mai avea o bicicletă, pe care n-a câștigat-o) vs. C’est le vélo qu’Alice a gagné „Aceasta e bicicleta pe care Alice a câștigat-o” (este bicicleta ei, faptul că a câștigat-o este secundar);
- când pronumele relativ este où, predicatul subordonatei este verb intranzitiv, iar subiectul ei este un substantiv sau un pronume nehotărât: J’ai visité la maison où l’écrivain a habité sau J’ai visité la maison où a habité l’écrivain „Am vizitat casa în care a locuit scriitorul”.

#### Propoziții circumstanțiale
În cele mai multe tipuri de propoziții circumstanțiale, predicatul poate fi nu numai la un singur mod. În schimb în cea de scop, dat fiind că aceasta nu exprimă un proces real, ci totdeauna unul dorit, predicatul poate fi numai la subjonctiv.
În general, conjuncția este cea care indică la ce mod stă predicatul circumstanțialei. Despre aceasta vezi Părțile de vorbire neflexibile în limba franceză, Conjuncția.
Sunt și cazuri în care cu aceeași conjuncție se folosește uneori indicativul, alteori subjonctivul, hotărâtor fiind dacă procesul din subordonată este real, respectiv dorit. Asemenea conjuncții sunt de sorte que, de façon que și de manière que (toate trei având sensul „astfel că; astfel, încât; în așa fel, încât”). Dacă este vorba de o subordonată circumstanțială consecutivă, modul predicatului este indicativul (Il a mangé goulûment, de sorte qu’il a été malade „A mâncat cu lăcomie, astfel că a fost bolnav”), dar dacă subordonata este de scop, aceleași conjuncții cer subjonctivul: Je l’ai installé dans la chambre à côté de la mienne, de sorte que je puisse recevoir des visites sans le déranger „L-am instalat în camera de lângă a mea, astfel încât să pot primi vizite fără să-l deranjez”.

##### Propoziția circumstanțială condițională introdusă prin conjuncțiasi
Conjuncția si „dacă” introduce unul din tipurile de propoziții circumstanțiale condiționale. Specificul său este că are forma predicatului limitată la patru timpuri ale modului indicativ. Admite folosirea perfectului compus în mod corespunzător cu folosirea sa în română: Si tu es né avant 1956, tu as droit aux soins dentaires gratuits „Dacă te-ai născut înainte de 1956, ai dreptul la îngrijiri dentare gratuite”.
Și folosirea indicativului prezent corespunde cu cea din română dacă procesele din frază sunt situate în prezent (Si le livre n’est pas disponible, vous n’avez qu’à le commander „Dacă nu e disponibilă cartea, puteți s-o comandați”), dar tot indicativul prezent se folosește în franceză și dacă procesele se situează în viitor: Si le bébé a encore de la fièvre ce soir, il faudra appeler un médecin „Dacă bebelușul va mai avea febră deseară, va trebui să chemăm un medic”.
Dacă este vorba de o condiție care ar fi posibil să se realizeze în prezent, aceasta se exprimă cu predicatul condiționalei la indicativul imperfect (Si je gagnais au loto, j’arrêterais de travailler „Dacă aș câștiga la loto, aș înceta să mai lucrez”). La fel se exprimă și o condiție nerealizabilă în prezent: Si l’eau n’était pas aussi froide, nous pourrions nous baigner „Dacă apa n-ar fi așa de rece, am putea să ne scăldăm”.
Condiția nerealizată în trecut, care a împiedicat în trecut sau împiedică în prezent realizarea procesului din principală, se exprimă cu predicatul condiționalei la indicativul mai mult ca perfect: Si tu m’avais téléphoné plus tôt, je ne serais pas parti pour rien „Dacă mi-ai fi dat telefon mai devreme, n-aș fi plecat degeaba”.
A nu se confunda acest si cu cel care introduce o întrebare indirectă, aceasta nefiind o propoziție condițională, ci completivă directă (vezi mai jos), și nu i se aplică regulile lui si condițional.

##### Propoziții circumstanțiale introduse prin locuțiuni conjuncționale ce conținsi
Locuțiunea conjuncțională même si „chiar dacă” introduce o propoziție circumstanțială concesivă, iar regulile de mai sus se aplică și predicatului acesteia: Même si nous l’avions su plus tôt, nous n’aurions pas pu intervenir „Chiar dacă am fi aflat mai devreme, n-am fi putut interveni”.
La fel se comportă și locuțiunea comme si „ca și cum”, ce introduce o propoziție circumstanțială de mod comparativă: Comme s’ils n’avaient pas encore assez de problèmes, ils ont appris que leur chalet avait été cambriolé „Ca și cum n-ar avea încă destule probleme, au aflat că cabana lor fusese jefuită”.

### Concordanța timpurilor
În fraza franceză, predicatul subordonatei nu exprimă totdeauna la fel ca în cea românească simultaneitatea, anterioritatea și posterioritatea procesului față de cel din principală, atunci când predicatul principalei este la un timp trecut, adică concordanța timpurilor este mai riguroasă în franceză decât în română.

#### Indicativul sau condiționalul în subordonată
Atunci când predicatul principalei este la prezent sau la viitor, nu există deosebiri între franceză și română, în afară de faptul că în franceză sunt în plus două forme temporale care exprimă anterioritatea, respectiv posterioritatea față de timpul din principală. Predicatul subordonatei indică raporturile temporale în modul următor:
| Il dit Il dira Il va dire Il dirait | qu’il | travaille (simultaneitate – indicativ prezent)      | Spune Va spune O să spună Ar spune | că | lucrează            |
| Il dit Il dira Il va dire Il dirait | qu’il | a travaillé (anterioritate – perfect compus)        | Spune Va spune O să spună Ar spune | că | a lucrat            |
| Il dit Il dira Il va dire Il dirait | qu’il | vient de travailler (anterioritate – trecut recent) | Spune Va spune O să spună Ar spune | că | tocmai a lucrat     |
| Il dit Il dira Il va dire Il dirait | qu’il | travaillera (posterioritate – viitor simplu)        | Spune Va spune O să spună Ar spune | că | va lucra            |
| Il dit Il dira Il va dire Il dirait | qu’il | va travailler (posterioritate – viitor apropiat)    | Spune Va spune O să spună Ar spune | că | o să lucreze îndată |

Dacă predicatul principalei este la un timp trecut, în locul formelor temporale de mai sus ale predicatului subordonatei se folosesc alte forme pentru a exprima aceleași raporturi temporale. Principiul acestei schimbări este că, față de cazul precedent, formele de prezent din subordonată (inclusiv aceste forme ale verbelor auxiliare) se înlocuiesc cu forma de indicativ imperfect, iar forma de viitor simplu se înlocuiește cu cea de condițional prezent, care aici nu are valoare de condițional:
| Il a dit Il disait Il avait dit Il vient de dire Il venait de dire Il allait dire Il aurait dit | qu’il | travaillait (simultaneitate – indicativ imperfect)                                | A spus Spunea Spusese Tocmai a spus Tocmai spusese Urma să spună Ar fi spus | că | lucrează/lucra          |
| Il a dit Il disait Il avait dit Il vient de dire Il venait de dire Il allait dire Il aurait dit | qu’il | avait travaillé (anterioritate – indicativ mai mult ca perfect)                   | A spus Spunea Spusese Tocmai a spus Tocmai spusese Urma să spună Ar fi spus | că | a lucrat/lucrase        |
| Il a dit Il disait Il avait dit Il vient de dire Il venait de dire Il allait dire Il aurait dit | qu’il | venait de travailler (anterioritate – mai mult ca perfect recent)                 | A spus Spunea Spusese Tocmai a spus Tocmai spusese Urma să spună Ar fi spus | că | tocmai a lucrat/lucrase |
| Il a dit Il disait Il avait dit Il vient de dire Il venait de dire Il allait dire Il aurait dit | qu’il | travaillerait (posterioritate – viitor în trecut – forma condiționalului prezent) | A spus Spunea Spusese Tocmai a spus Tocmai spusese Urma să spună Ar fi spus | că | va lucra                |
| Il a dit Il disait Il avait dit Il vient de dire Il venait de dire Il allait dire Il aurait dit | qu’il | allait travailler (posterioritate – viitor apropiat în trecut)                    | A spus Spunea Spusese Tocmai a spus Tocmai spusese Urma să spună Ar fi spus | că | o să lucreze îndată     |

De menționat că, dacă predicatul principalei este la prezent sau la viitor, iar predicatul subordonatei este la indicativ imperfect, la indicativ mai mult ca perfect sau la condițional, predicatul subordonatei rămâne la aceste forme și atunci când fraza trece în planul trecutului prin trecerea predicatului principalei la un timp trecut:
| Il dit Il dira Il va dire Il dirait | qu’il | travaillait      | → | Il a dit Il disait Il avait dit Il vient de dire Il venait de dire Il allait dire Il aurait dit | qu’il | travaillait      | Spune Va spune O să spună Ar spune | că | lucra        | → | A spus Spunea Spusese Tocmai a spus Tocmai spusese Urma să spună Ar fi spus | că | lucra        |
| Il dit Il dira Il va dire Il dirait | qu’il | avait travaillé  | → | Il a dit Il disait Il avait dit Il vient de dire Il venait de dire Il allait dire Il aurait dit | qu’il | avait travaillé  | Spune Va spune O să spună Ar spune | că | lucrase      | → | A spus Spunea Spusese Tocmai a spus Tocmai spusese Urma să spună Ar fi spus | că | lucrase      |
| Il dit Il dira Il va dire Il dirait | qu’il | travaillerait    | → | Il a dit Il disait Il avait dit Il vient de dire Il venait de dire Il allait dire Il aurait dit | qu’il | travaillerait    | Spune Va spune O să spună Ar spune | că | ar lucra     | → | A spus Spunea Spusese Tocmai a spus Tocmai spusese Urma să spună Ar fi spus | că | ar lucra     |
| Il dit Il dira Il va dire Il dirait | qu’il | aurait travaillé | → | Il a dit Il disait Il avait dit Il vient de dire Il venait de dire Il allait dire Il aurait dit | qu’il | aurait travaillé | Spune Va spune O să spună Ar spune | că | ar fi lucrat | → | A spus Spunea Spusese Tocmai a spus Tocmai spusese Urma să spună Ar fi spus | că | ar fi lucrat |

În unele cazuri nu este obligatorie aplicarea regulilor concordanței timpurilor, adică forma predicatului subordonatei este aceeași, fie că predicatul principalei este la prezent sau la viitor, fie că este la un timp trecut:
- când predicatul principalei este la perfect compus și este clar că predicatul subordonatei exprimă un proces care va continua și după enunțarea frazei: Elle m’a dit au téléphone qu’elle reste / restera encore deux jours sau Elle m’a dit au téléphone qu’elle resterait encore deux jours „Mi-a spus la telefon că va mai rămâne două zile”;
- când subordonata exprimă o realitate independentă de moment: Au début du siècle dernier, on ne savait pas encore que le tabac est cancérigène sau Au début du siècle dernier, on ne savait pas encore que le tabac était cancérigène „La începutul secolului trecut încă nu se știa că tutunul este cancerigen”.

#### Subjonctivul în subordonată
În franceza modernă, timpul predicatului din principală nu influențează folosirea timpurilor în cazul predicatului la subjonctiv al subordonatei. Acesta este la subjonctiv prezent pentru a exprima simultaneitatea și posterioritatea, și la subjonctiv trecut pentru exprimarea anteriorității:
1. Je suis content qu’elle soit là „Mă bucur că este/va fi aici”;
2. Je suis content qu’elle ait été là „Mă bucur că a fost aici”;
3. J’étais content qu’elle soit là „Mă bucuram că este/era/va fi aici”;
4. J’étais content qu’elle ait été là „Mă bucuram că a fost/fusese aici”.

Numai în limba literară are loc, dar rar, folosirea pentru concordanța timpurilor, dacă predicatul principalei este la un timp trecut, a două forme temporale deja arhaice ale subjonctivului, aproape exclusiv la persoana a treia: subjonctivul imperfect în locul celui prezent și subjonctivul mai mult ca perfect în locul celui trecut. În cazul folosirii acestor timpuri, exemplele 3 și 4 de mai sus ar arăta astfel: J’étais content qu’elle fût là, respectiv J’étais content qu’elle eût été là.

### Vorbirea indirectă
În vorbirea indirectă, propoziția enunțiativă și cea interogativă devin completive directe.
Propoziția enunțiativă indirectă este totdeauna introdusă prin conjuncția que: Il déclare qu’il l’aidera „(El) declară că îl va ajuta”.
Specific în franceza standard pentru propoziția interogativă indirectă este faptul că este corectă numai topica subiect + predicat și că nu este corectă construcția cu est-ce qui/que, deși aceasta se folosește în registrul familiar.
Întrebarea totală indirectă este totdeauna introdusă prin conjuncția si: Elle me demande si j’irai „(Ea) mă întreabă dacă voi merge”.
Întrebarea parțială indirectă începe în general cu cuvântul interogativ al întrebării directe corespunzătoare:
Dis-moi qui vient „Spune-mi cine vine”;
Elle ne veut pas me dire qui elle attend „Nu vrea să spună pe cine așteaptă”;
Écris-moi de quoi tu as besoin „Scrie-mi de ce ai nevoie”;
Dis-moi quand on part „Spune-mi când se pleacă”;
Dis-moi quel est ton nom „Spune-mi cum te cheamă”.
Constituie excepții întrebarea referitoare la subiectul inanimat (Dis-moi ce qui t’intéresse „Spune-mi ce te interesează”) și cea referitoare la complementul direct inanimat: Je ne comprends pas ce que tu veux „Nu înțeleg ce vrei”.
Propoziția imperativă devine în vorbirea indirectă o așa-numită „propoziție infinitivală” (vezi mai jos Exprimarea cu infinitivul a procesului subordonat).

### Coordonarea subordonatelor
Un același verb poate subordona două sau mai multe subordonate de același tip. Acestea sunt coordonate între ele prin juxtapunere sau prin conjuncție: et „și”, mais „dar”, ou „sau”. În privința conjuncțiilor subordonatoare care introduc subordonatele respective există mai multe cazuri.
Uneori, repetarea conjuncției sau a locuțiunii conjuncționale subordonatoare este obligatorie în forma lor originară. Aceasta este valabil pentru cele care introduc întrebările indirecte și aproape totdeauna pentru conjuncția simplă que:
On se demande si les discussions ont progressé et si une entente a été conclue „Se pune întrebarea dacă discuțiile au progresat și dacă a fost încheiată o înțelegere”;
Elle ne m’a pas dit quand elle reviendrait et quand elle me rendrait visite „Nu mi-a spus când se va întoarce și când mă va vizita”;
Tu lui avais dit que tu l’aimais et que tu étais sincère „I-ai spus că îl/o iubești și că ești sincer(ă)”.
Alteori, conjuncția sau locuțiunea poate fi repetată în forma sa originară, dar nu este obligatoriu. Limba vorbită preferă repetarea, iar cea scrisă evitarea acesteia:
- Locuțiunile cu que pot fi reduse la que:

Parce que chaque enfant est unique et parce que chaque enseignant l’est également, plusieurs méthodes doivent être envisagées / Parce que chaque enfant est unique et que chaque enseignant l’est également, … „Pentru că fiecare copil este unic și pentru că fiecare cadru didactic este de asemenea unic, trebuie avute în vedere mai multe metode”.
- Unele conjuncții pot fi înlocuite cu que în loc să fie repetate:

Comme elle avait bien révisé et comme le sujet l’intéressait, l’examen fut un jeu d’enfant / Comme elle avait bien révisé et que le sujet l’intéressait, … „Cum recapitulase bine și cum subiectul îl/o interesa, examenul a fost un joc de copii”;
Quand tu seras grand et quand tu travailleras, tu pourras t’acheter une auto / Quand tu seras grand et que tu travailleras, ... „Când vei fi mare și (când) vei lucra, vei putea să-ți cumperi mașină”;
Si jamais il vient et s’il demande à me parler, dis-lui que je lui téléphonerai en soirée / Si jamais il vient et qu’il demande à me parler, … „Dacă vine cumva și cere să vorbească cu mine, spune-i că-i voi da telefon în cursul serii”. Această înlocuire se face în registrul elevat și aduce după sine folosirea modului subjonctiv în subordonata coordonată.
Cazul cel mai rar este când conjuncția nu este nici repetată, nici înlocuită. Acest lucru este posibil atunci când între subordonate este o relație semantică și logică puternică și/sau atunci când au ca subiect același cuvânt, mai degrabă în cazul folosirii conjuncției coordonatoare et: Dès que le soleil se couche et que le ciel s’éclaire de mille étoiles / Dès que le soleil se couche et le ciel s’éclaire de mille étoiles, ... „Îndată ce soarele apune și cerul este luminat de mii de stele, ...”.

## Exprimarea cu infinitivul a procesului subordonat
O diferență importantă între sintaxa limbii române și cea a limbii franceze este că în cea din urmă procesul subordonat se exprimă mult mai frecvent cu infinitivul decât în română, care preferă propoziția subordonată.
Conform gramaticilor franceze tradiționale, verbul la infinitiv nu poate fi predicat, cu o excepție, când are subiect diferit de cel al verbului său regent, și în acest caz este predicatul unei așa-numite „propoziții infinitivale”, care este cel mai adesea o completivă directă. Aceasta se întâmplă în următoarele situații:
- Verbul regent exprimă percepția: J’entends les oiseaux chanter „Aud păsările cântând”[51].
- Verbul regent este faire sau laisser: J’ai fait entrer les étudiants „I-am pus pe studenți să intre”, Laissez passer la voiture „Lăsați mașina să treacă”[52].
- În propoziția imperativă indirectă: Le médecin m’a conseillé de faire de la natation „Medicul m-a sfătuit să înot”, Je t’avais pourtant dit de ne pas y aller „Doar ți-am spus să nu mergi acolo”[53]. În acest caz poate fi vorba și de completivă indirectă, când infinitivul are prepoziția à: J’ai invité Marie à participer à la réunion „Am invitat-o pe Marie să participe la reuniune”.

În afara cazurilor precedente, în general, dacă un verb regent și un verb subordonat au același subiect, verbul subordonat este la infinitiv. Uneori acest lucru este obligatoriu, dar alteori procesul exprimat de infinitiv poate fi exprimat și cu predicatul unei subordonate.
În caz de subiect unic este obligatorie exprimarea complementului cu infinitivul în loc de subordonata corespunzătoare, când în aceasta conjuncția este que sau când este vorba de altă locuțiune conjuncțională decât cele de mai sus, și când predicatul ei este la subjonctiv. Exemple:
Je veux que tu partes demain „Vreau să pleci mâine” vs. Je veux partir demain „Vreau să plec mâine”;
Je regrette que tu partes déjà „Îmi pare rău că pleci deja” vs. Je regrette de partir déjà „Îmi pare rău că plec deja”;
L’enfant est assez grand pour qu’on le laisse seul „Copilul este destul de mare ca să fie lăsat singur” vs. L’enfant est assez grand pour rester seul „Copilul este destul de mare ca să rămână / pentru a rămâne singur”;
Je ferme la fenêtre pour que / afin que tu n’entendes pas ce bruit „Închid fereastra ca să nu auzi zgomotul ăsta” vs. Je ferme la fenêtre pour / afin de ne pas entendre ce bruit „Închid fereastra ca să nu aud / pentru a nu auzi zgomotul ăsta”;
Il conduit lentement, de peur que / de crainte que la voiture ne dérape „Conduce încet, de teamă să nu derapeze mașina” vs. Il conduit lentement, de peur de / de crainte de déraper „Conduce încet, de teamă să nu derapeze”;
J’ai fait des courses avant que le train parte „Am făcut cumpărături înainte de plecarea trenului” vs. J’ai fait des courses avant de partir „Am făcut cumpărături înainte de a pleca”;
Les gens causaient en attendant que le concert commence „Oamenii stăteau de vorbă până să înceapă concertul” vs. Les gens causaient en attendant de pouvoir entrer dans la salle „Oamenii stăteau de vorbă până să poată intra în sală”;
Il est sorti sans que je le voie „A ieșit fără să-l văd” vs. Il est sorti sans me voir „A ieșit fără să mă vadă”.
În următoarele cazuri mai frecvente nu este obligatoriu, dar este posibil să se exprime un complement cu infinitivul în locul subordonatei corespunzătoare, cu diferența că, în general, infinitivul este specific registrului elevat:
- Conjuncția este que și predicatul subordonatei este la indicativ: J’espère que je partirai demain = J’espère partir demain „Sper să plec mâine”.
- Conjuncția este au point que sau sous prétexte que și predicatul subordonatei este la indicativ:

Henri était fatigué au point qu’il ne pouvait pas manger = Henri était fatigué au point de ne pas pouvoir manger „Henri era atât de obosit, încât nu putea mânca”;
Ma mère est entrée dans ma chambre sous prétexte qu’elle cherchait quelque chose = Ma mère est entrée dans ma chambre sous prétexte de chercher quelque chose ”„Maică-mea a intrat în camera mea sub pretext că căuta ceva”.
- Conjuncția este après que, comme sau parce que, predicatul subordonatei este la indicativ, iar procesul exprimat de acesta este anterior celui exprimat de predicatul principalei. Predicatul subordonatei poate deveni verb la infinitivul trecut:

Remettez le dictionnaire à sa place après que vous l’aurez consulté = Remettez le dictionnaire à sa place après l’avoir consulté „Puneți dicționarul la locul său după ce l-ați consultat”;
Nous connaissons Jules, parce que nous avons travaillé avec lui = Nous connaissons Jules pour avoir travaillé avec lui „Îl cunoaștem pe Jules, pentru că am lucrat cu el”.
- Conjuncția este à condition que, à moins que sau jusqu’à ce que, și predicatul subordonatei este la subjonctiv:

Nous pouvons signer ce contrat à condition que nous puissions décider qui sera nommé directeur = Nous pouvons signer ce contrat à condition de pouvoir … „Putem semna acest contract cu condiția să putem decide cine va fi numit director”;
Vous pouvez visiter les musées, à moins que vous ne préfériez faire autre chose = Vous pouvez visiter les musées, à moins de préférer faire autre chose „Puteți vizita muzeele, doar dacă nu preferați să faceți altceva”;
Répétez votre rôle jusqu’à ce que vous le sachiez par cœur = Répétez votre rôle jusqu’à le savoir par cœur „Repetați-vă rolul până ce îl veți ști pe dinafară”.
Același verb poate fi predicatul la subjonctiv al unei propoziții subiective sau subiect în calitate de verb la infinitiv. Primul caz este acela în care ceea ce verbul regent exprimă se referă la un subiect determinat (cel al subordonatei), al doilea caz – acela în care aceasta se referă la un subiect nedeterminat (cel al infinitivului):
Il faut que tu fasses les courses „Trebuie să faci cumpărăturile” vs. Il faut faire les courses „Trebuie făcute cumpărăturile”;
Il serait bon que tu poses cette question „Ar fi bine să pui această întrebare” vs. Il serait bon de poser cette question „Ar fi bine să se pună această întrebare”.
De altfel, construcția cu infinitivul nu este obligatorie aici, deoarece același înțeles îl are o frază cu subordonata având ca subiect pronumele on și predicatul la diateza activă, sau cu subordonata având predicatul la diateza pasivă: Il faut qu’on fasse les courses / Il faut que les courses soient faites, Il serait bon qu’on pose cette question / Il serait bon que cette question soit posée.

### Construcții cu infinitivul negat
Ne și pas (în locul acestuia din urmă plus, jamais sau pas encore) precedă verbul la infinitiv prezent. Și în acest caz pot fi pronume neaccentuate între cuvintele negative și verb. Numai nulle part se plasează după verb. Exemple:
Je lui conseillerais de ne pas accepter „L-aș sfătui să nu accepte”;
Pourquoi ne pas le leur permettre ? „De ce să nu le permitem (aceasta)?”;
J’ai décidé de ne plus aller nulle part cet été „Am hotărât să nu mai merg nicăieri în vara aceasta”.
Infinitivul poate fi negat și cu locuțiunea non pas, pentru a fi pus în opoziție cu alt infinitiv: Il aurait fallu non pas rouler toute la nuit, mais s’arrêter un peu et continuer à l’aube „Ar fi trebuit nu să călătorim (cu mașina) toată noptea, ci să ne oprim puțin și să continuăm în zori”.
La infinitiv trecut, pas poate fi după verbul auxiliar (pour n’avoir pas compris cette réalité „pentru că nu a înțeles această realitate”), dar în registrul de limbă curent, ordinea este mai degrabă ca la infinitiv prezent: pour ne pas avoir compris.
Verbul pouvoir la forma negativă poate apărea în aceeași propoziție cu un infinitiv negativ: On ne peut pas ne pas aimer le sauna „Nu se poate să nu-ți placă sauna”.